# チャールズ・パーライン

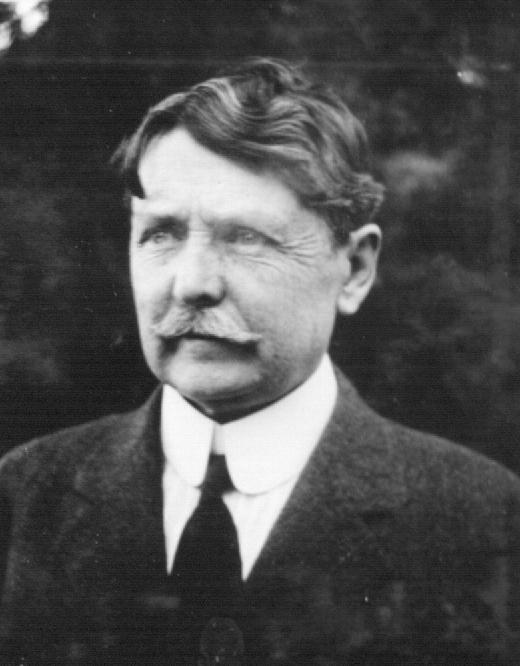
チャールズ・ディロン・パーライン

チャールズ・ディロン・パーライン（Charles Dillon Perrine、1867年7月28日 – 1951年6月21日）は、アメリカ生まれで、アルゼンチンで活躍した天文学者。
オハイオ州に生まれた。1893年から1909年までリック天文台で働いた。1909年から1936年まで国立アルゼンチン天文台(現在の Observatorio Astronómico de Córdoba)で働いた。
1901年にジョージ・リッチーとともにペルセウス座の1901年の新星のまわりの星雲の“見かけの速度”が光速を大きく超えて観測される超光速運動を観測した。
1904年にヒマリア、1905年にエララの2つの木星の衛星を発見した。これらの衛星は"Jupiter VI" 、"Jupiter VII"呼ばれ、名前が付けられたのは1975年になってからである。
18D/パーライン-ムルコス周期彗星はじめいくつかの彗星の共同発見者となった。アントニーン・ムルコスは小惑星(6779)を、Perrineと命名した。
アルゼンチンの天文学研究を組織し、大望遠鏡 (Bosque Alegre telescope)の建設を推進したが、大望遠鏡の完成はパーラインの引退後の1942年になった。1936年の引退後もアルゼンチンに留まり、アルゼンチンのes:Villa General Mitre で没した。アルゼンチンのコルドバに葬られた。